# Ходуня (річка)
Ходуня — річка в Україні, у Шосткинському районі Сумської області. Ліва притока Смолянки (басейн Дніпра).

## Опис
Довжина річки приблизно 7 км.

## Розташування
Бере початок на північному сході від Есмані. Тече переважно на північний схід понад Орловим Яром, Ходунею і впадає у річку Смолянку, ліву притоку Свіси.